# Carolin Golubytskyi
Carolin Elisabeth Golubytskyi, de domo Wutz (ur. 19 grudnia 1985 w Bad Mergentheim) – niemiecka florecistka, dwukrotna medalistka mistrzostw świata.
W 2000 roku zdobyła brązowy medal w indywidualnej rywalizacji kadetek na mistrzostwach świata juniorów w South Bend. Na rozgrywanych cztery lata później mistrzostwach świata juniorów w Płowdiwie zdobyła srebro drużynowo.
Podczas mistrzostw świata w Antalyi w 2009 roku Niemki w składzie: Maria Bartkowski, Carolin Golubytskyi, Anja Schache i Katja Wächter zdobyły drużynowo brązowy medal. Na mistrzostwach świata w Budapeszcie w 2013 roku wywalczyła srebrny medal w turnieju indywidualnym. W finale pokonała ją Włoszka Arianna Errigo.
Wystartowała na igrzyskach olimpijskich w Pekinie w 2008 roku, gdzie była piąta drużynowo i dziewiąta indywidualnie. Na rozgrywanych w 2012 roku igrzyskach olimpijskich w Londynie była dziewiąta w rywalizacji indywidualnej. Brała też udział w igrzyskach olimpijskich w Rio de Janeiro w 2016 roku, gdzie w turnieju indywidualnym zajęła 18. miejsce.
Zdobyła brąz indywidualnie na mistrzostwach Europy w Kijowie w 2008 roku. Wynik ten powtórzyła na mistrzostwach Europy w Zagrzebiu w 2013 roku i mistrzostwach Europy w Toruniu w 2016 roku. Ponadto wywalczyła srebro drużynowo na mistrzostwach Europy w Lipsku (2010) oraz brąz na mistrzostwach Europy w Sheffield (2011) i mistrzostwach Europy w Tbilisi (2017).
Jej mężem i trenerem jest ukraiński florecista Serhij Hołubycki (starszy od niej o 16 lat). Carolin Golubytskyi ukończyła studia wyższe z zakresu bankowości (Berufsschule TBB). Służy w wojsku (Bundeswehr, Sportfördergruppe Stuttgart).